# B' Katīgoria 1992-1993
L'edizione 1992-1993 della B' Katīgoria vide la vittoria finale dell'Omonia Aradippou.

## Squadre partecipanti
| Club                | Città      | Stadio |
| ------------------- | ---------- | ------ |
| Alkī Larnaca        | Larnaca    | ...    |
| Anagennīsī Deryneia | Dherynia   | ...    |
| APEP Pelendriou     | Pelendri   | ...    |
| APEP Pitsilia       | Kyperounta | ...    |
| Doxa Katōkopias     | Katokopia  | ...    |
| EN ThOΪ Lakatamia   | Achna      | ...    |
| Omonia Aradippou    | Aradhippou | ...    |
| Onīsilos Sōtīra     | ...        | ...    |
| PAEEK Kerynias      | Kyrenia    | ...    |
| ...                 | ...        | ...    |

## Classifica finale
|  |    | Classifica finale | G | V | N | P | GF | GS | DR | Punti |
|  | -- | ----------------- | - | - | - | - | -- | -- | -- | ----- |
|  | 1  | Omonia Aradippou  | ? | - | - | - | -  | -  | -  | ?     |
|  | 2  | APEP Pitsilia     | ? | - | - | - | -  | -  | -  | ?     |
|  | 3  | ?                 | ? | - | - | - | -  | -  | -  | ?     |
|  | 4  | ?                 | ? | - | - | - | -  | -  | -  | ?     |
|  | 5  | ?                 | ? | - | - | - | -  | -  | -  | ?     |
|  | 6  | ?                 | ? | - | - | - | -  | -  | -  | ?     |
|  | 7  | ?                 | ? | - | - | - | -  | -  | -  | ?     |
|  | 8  | ?                 | ? | - | - | - | -  | -  | -  | ?     |
|  | 9  | ?                 | ? | - | - | - | -  | -  | -  | ?     |
|  | 10 | ?                 | ? | - | - | - | -  | -  | -  | ?     |
|  | 11 | ?                 | ? | - | - | - | -  | -  | -  | ?     |
|  | 12 | ?                 | ? | - | - | - | -  | -  | -  | ?     |
|  | 13 | ?                 | ? | - | - | - | -  | -  | -  | ?     |
|  | 14 | ?                 | ? | - | - | - | -  | -  | -  | ?     |

G = Partite giocate; V = Vittorie; N = Nulle/Pareggi; P = Perse; GF = Goal fatti; GS = Goal subiti; DR = Differenza reti.

### Verdetti
- Omonia Aradippou e APEP Pitsilia promosse in Divisione A.